# Galina Woskobojewa
Galina Olegowna Woskobojewa (russisch Галина Олеговна Воскобоева, engl. Transkription Galina Olegovna Voskoboeva; * 18. Dezember 1984 in Moskau, Sowjetunion) ist eine Tennisspielerin, die zunächst für Russland spielte und seit 2008 für Kasachstan antritt.

## Karriere
Woskobojewa, die vorzugsweise auf Hartplätzen spielt, begann im Alter von sechs Jahren mit dem Tennissport. 2002 debütierte sie in der Qualifikation von Bogotá auf der WTA Tour, schied jedoch in der zweiten Runde aus. Im Jahr darauf gewann sie ihren ersten Profititel und startete in Wimbledon erstmals in der Qualifikation eines Grand-Slam-Turniers, in der sie bereits zum Auftakt scheiterte. 2004 gelang Woskobojewa in Memphis der erstmalige Einzug in ein WTA-Hauptfeld sowie gegen Sofia Arvidsson der erste Hauptrundenerfolg; in Runde zwei war sie gegen Lisa Raymond chancenlos. Im Folgejahr rückte sie in Miami erstmals bei einem Turnier der Premier-Mandatory-Kategorie in die zweite Runde vor und erreichte das Endspiel bei einem ITF-Turnier der $75.000-Kategorie in Pittsburgh.
2006 stand Woskobojewa bei den Australian Open aufgrund ihres verbesserten Rankings zum ersten Mal im Hauptfeld eines Grand-Slam-Turniers und erreichte nach einem Sieg über Emmanuelle Gagliardi auf Anhieb die zweite Runde, in der sie gegen Marija Kirilenko ausschied. In Cuneo errang sie danach bei einem ITF-Turnier der $50.000-Kategorie ihren größten Karrieretitel und stieg damit in die besten 100 der Weltrangliste ein. Anschließend kam Woskobojewa in New Haven als Qualifikantin in die zweite Runde, in der sie sich Amélie Mauresmo erst in drei Sätzen geschlagen geben musste. Zum Beginn der Saison 2007 stieß sie gemeinsam mit Ashley Harkleroad bis ins Viertelfinale der Australian Open vor, wo sie gegen Chan Yung-jan und Chuang Chia-jung ohne Spielgewinn blieben.
Die Saison 2008 beendete sie im Einzel erstmals unter den Top-100 der Welt, nachdem sie unter anderem bei den French Open die erste Runde passierte, in Indian Wells die dritte Runde erreichte und in Québec erstmals in einem WTA-Viertelfinale stand. Bei den French Open zog sie mit Harkleroad zusammen in ihr zweites Grand-Slam-Viertelfinale ein. Ende des Jahres wechselte Woskobojewa die Nationalität und startete danach wie einige Landsfrauen vor und nach ihr für Kasachstan. Nach einem schwachen Jahr 2009, in dem sie nach ihrem Ausscheiden in der Qualifikation der French Open keine weiteren Turniere mehr bestritt, fand Woskobojewa 2011 wieder zu ihrer Form zurück. So gewann sie in der ersten Saisonhälfte gleich drei WTA-Doppeltitel. In Kuala Lumpur triumphierte sie an der Seite von Dinara Safina, in Oeiras konnte sie mit Alissa Kleibanowa zusammen gewinnen und in Brüssel war sie gemeinsam mit Andrea Hlaváčková erfolgreich. Die gesamte zweite Saisonhälfte über zeigte sich Woskobojewa im Einzel in starker Verfassung. Nachdem sie in Baku ihr erstes WTA-Halbfinale erreichte, kämpfte sie sich in Toronto nach drei Siegen über die Top-20-Spielerinnen Marion Bartoli, Flavia Pennetta und Marija Scharapowa aus der Qualifikation kommend bis ins Viertelfinale vor, in dem sie schließlich gegen Wiktoryja Asaranka chancenlos war. In Seoul zog sie im Anschluss ohne Satzverlust in ihr erstes WTA-Endspiel ein; dort verlor sie jedoch gegen María José Martínez Sánchez in zwei Tie-breaks. Am Ende des Jahres stand sie erstmals seit 2008 wieder unter den besten 100 der Weltrangliste. Nachdem sie bei den Australian Open 2012 zum Auftakt der neuen Saison zum einzigen Mal die dritte Runde eines Grand-Slam-Turniers erreichte sowie anschließend auch in Charleston, erzielte sie mit Rang 42 ihre höchste Weltranglistenposition. Bei den Olympischen Spielen in London startete sie im Doppelwettbewerb an der Seite von Jaroslawa Schwedowa. Nach einem Erstrundenerfolg gegen Stéphanie Dubois und Aleksandra Wozniak, schieden die beiden in der zweiten Runde gegen Marija Kirilenko und Nadja Petrowa aus.
2013 gewann Woskobojewa zusammen mit Kristina Mladenovic in Memphis ihren vierten Doppeltitel und zog gemeinsam mit der Französin bei den French Open zum zweiten Mal nach 2008 in das Viertelfinale ein. Auch im Einzel beendete sie die Saison mit drei WTA-Viertelfinals und zwei Zweitrundenteilnahmen bei den Grand-Slams in Paris und New York das dritte Jahr in Folge in den Top 100. Nach einem guten Auftakt ins Jahr 2014, der mit ihrem bislang letzten Doppeltitel in Acapulco, ebenfalls zusammen mit Mladenovic begann, musste Woskobojewa nach ihrem Erstrundenaus in Miami verletzungsbedingt für mehr als eineinhalb Jahre aussetzen. Erst Anfang 2016 gab sie im Fed-Cup ihr Comeback. Bis zum Ende des Jahres erreichte sie zwei Finals auf der ITF Women’s World Tennis Tour, die sie jedoch beide verlor. Im Doppel konnte sie zum Abschluss der Saison 2018 bei einem Turnier der WTA Challenger Series in Limoges noch einmal an der Seite von Weronika Kudermetowa einen Titel gewinnen. Seit 2018 tritt Woskobojewa im Einzel nur noch sporadisch in Erscheinung. 2019 konnte sie bei drei Qualifikationsmatches auf WTA-Ebene kein einziges gewinnen. In Jūrmala erreichte sie indes zusammen mit Jeļena Ostapenko ihr bislang letztes Doppelfinale, das sie jedoch gegen Sharon Fichman und Nina Stojanović verlor.
2009 gab sie beim 3:0-Sieg über Singapur ihren Einstand für die kasachische Fed-Cup-Mannschaft. Seitdem hat sie für ihr neues Land 42 Begegnungen im Einzel und Doppel bestritten, von denen sie 28 gewinnen konnte (Einzelbilanz 8:7). Damit ist sie sowohl die Spielerin mit den meisten Einsätzen, als auch mit den meisten Siegen für Kasachstan. Zudem führt sie mit 20 Erfolgen auch die Statistik der meisten gewonnenen Doppels an.

## Turniersiege

### Einzel
| Nr. | Datum          | Turnier        | Kategorie     | Belag | Finalgegnerin        | Ergebnis       |
| --- | -------------- | -------------- | ------------- | ----- | -------------------- | -------------- |
| 1.  | 6. Juli 2003   | Mont-de-Marsan | ITF $25.000   | Sand  | Alexandra Kravets    | 6:4, 6:2       |
| 2.  | 9. Juli 2006   | Cuneo          | ITF $50.000+H | Sand  | Alice Canepa         | 6:1, 6:2       |
| 3.  | 17. April 2011 | Casablanca     | ITF $25.000   | Sand  | Mervana Jugić-Salkić | 6:74, 6:2, 6:3 |

### Doppel
| Nr. | Datum              | Turnier        | Kategorie         | Belag             | Partnerin            | Finalgegnerinnen                         | Ergebnis          |
| --- | ------------------ | -------------- | ----------------- | ----------------- | -------------------- | ---------------------------------------- | ----------------- |
| 1.  | 2. September 2001  | Bukarest       | ITF $10.000       | Sand              | Yuliana Fedak        | Adriana Burz Sanja Todorović             | 6:4, 6:0          |
| 2.  | 15. September 2002 | Sofia          | ITF $25.000       | Sand              | Vera Dushevina       | Laura Dell’Angelo Nathalie Viérin        | 3:6, 6:4, 6:2     |
| 3.  | 21. Januar 2003    | Hull           | ITF $25.000       | Hartplatz (Halle) | Irina Bulykina       | Elke Clijsters Borka Majstorović         | 4:6, 7:60, 6:3    |
| 4.  | 1. Mai 2003        | Cagnes-sur-Mer | ITF $75.000       | Sand              | Vera Dushevina       | Yuliya Beygelzimer Anna Zaporozhanova    | 6:3, 6:4          |
| 5.  | 11. April 2004     | Dinan          | ITF $50.000       | Sand              | Darija Jurak         | Gjulnara Fattachetdinowa Arina Rodionowa | 6:3, 6:2          |
| 6.  | 19. April 2005     | Dothan         | ITF $75.000       | Sand              | Carly Gullickson     | Julie Ditty Vladimíra Uhlířová           | 4:6, 6:1, 6:2     |
| 7.  | 10. Juli 2005      | Cuneo          | ITF $50.000       | Sand              | Marija Korytzewa     | Sara Errani Giulia Gabba                 | 6:3, 7:5          |
| 8.  | 22. Oktober 2006   | Saint-Raphaël  | ITF $50.000       | Hartplatz         | Marija Korytzewa     | Alizé Cornet Yulia Fedossova             | 6:2, 6:4          |
| 9.  | 8. September 2008  | Athen          | ITF $100.000      | Sand              | Sorana Cîrstea       | Kristina Barrois Julia Schruff           | 6:2, 6:4          |
| 10. | 6. März 2011       | Kuala Lumpur   | WTA International | Sand              | Dinara Safina        | Noppawan Lertcheewakarn Jessica Moore    | 7:5, 2:6, [10:5]  |
| 11. | 30. April 2011     | Oeiras         | WTA International | Sand              | Alissa Kleibanowa    | Eleni Daniilidou Michaëlla Krajicek      | 6:4, 6:2          |
| 12. | 21. Mai 2011       | Brüssel        | WTA Premier       | Sand              | Andrea Hlaváčková    | Klaudia Jans Alicja Rosolska             | 3:6, 6:0, [10:5]  |
| 13. | 30. Juli 2011      | Astana         | ITF $100.000      | Hartplatz         | Witalija Djatschenko | Oqgul Omonmurodova Alexandra Panowa      | 6:3, 6:4          |
| 14. | 23. Februar 2013   | Memphis        | WTA International | Hartplatz (Halle) | Kristina Mladenovic  | Sofia Arvidsson Johanna Larsson          | 7:65, 7:5         |
| 15. | 1. März 2014       | Acapulco       | WTA International | Hartplatz         | Kristina Mladenovic  | Petra Cetkovská Iveta Melzer             | 6:2, 2:6, [10:5]  |
| 16. | 14. Mai 2016       | La Marsa       | ITF $25.000       | Sand              | Witalija Djatschenko | Wiktorija Kan Sabina Sharipova           | 6:3, 1:6, [12:10] |
| 17. | 26. November 2016  | Valencia       | ITF $25.000       | Sand              | Lina Gjorcheska      | Alicia Herrero Liñana Xenija Scharifowa  | 6:0, 6:0          |
| 18. | 20. Mai 2018       | Trnava         | ITF $100.000      | Sand              | Jessica Moore        | Xenia Knoll Anna Smith                   | 0:6, 6:3, [10:7]  |
| 19. | 11. November 2018  | Limoges        | WTA Challenger    | Hartplatz (Halle) | Weronika Kudermetowa | Timea Bacsinszky Wera Swonarjowa         | 7:5, 6:4          |

## Abschneiden bei Grand-Slam-Turnieren

### Einzel
| Turnier         | 2006 | 2007 | 2008 | 2009 | 2010 | 2011 | 2012 | 2013 | 2014 | 2015 | 2016 | 2017 | Bilanz | Karriere |
| --------------- | ---- | ---- | ---- | ---- | ---- | ---- | ---- | ---- | ---- | ---- | ---- | ---- | ------ | -------- |
| Australian Open | 2    | 1    | –    | 3    | 1    | –    | 3    | 1    | 1    | –    | –    | 1    | 5:8    | 3        |
| French Open     | 1    | –    | 2    | 2    | –    | –    | 1    | 2    | –    | –    | 1    | –    | 3:6    | 2        |
| Wimbledon       | –    | –    | 1    | 1    | –    | –    | 2    | 1    | –    | –    | –    | –    | 1:4    | 2        |
| US Open         | 1    | –    | 1    | 1    | –    | 1    | 2    | 2    | –    | –    | –    | –    | 2:6    | 2        |

### Doppel
| Turnier         | 2004 | 2005 | 2006 | 2007 | 2008 | 2009 | 2010 | 2011 | 2012 | 2013 | 2014 | 2017 | 2019 | Bilanz | Karriere |
| --------------- | ---- | ---- | ---- | ---- | ---- | ---- | ---- | ---- | ---- | ---- | ---- | ---- | ---- | ------ | -------- |
| Australian Open | –    | 1    | 1    | VF   | AF   | AF   | 2    | –    | 2    | 2    | 2    | 2    | 1    | 12:11  | VF       |
| French Open     | –    | 2    | 1    | 1    | VF   | 1    | 1    | 2    | 2    | VF   | –    | –    | 1    | 9:10   | VF       |
| Wimbledon       | –    | –    | –    | –    | 1    | 1    | –    | –    | AF   | 1    | –    | –    | 2    | 3:5    | AF       |
| US Open         | 2    | 1    | AF   | 2    | 2    | 1    | –    | AF   | 2    | AF   | –    | –    | 1    | 10:10  | AF       |